# Kanas Airport
Kanas Airport (kinesiska: 喀纳斯机场) är en flygplats i Kina. Den ligger i den autonoma regionen Xinjiang, i den nordvästra delen av landet, omkring 490 kilometer norr om regionhuvudstaden Ürümqi.
Runt Kanas Airport är det mycket glesbefolkat, med 6 invånare per kvadratkilometer. Det finns inga samhällen i närheten. Trakten runt Kanas Airport består i huvudsak av gräsmarker.
Genomsnittlig årsnederbörd är 386 millimeter. Den regnigaste månaden är juli, med i genomsnitt 56 mm nederbörd, och den torraste är april, med 18 mm nederbörd.